# 神さまの轍-CHECKPOINT OF THE LIFE-
『神さまの轍-CHECKPOINT OF THE LIFE-』は、2018年3月公開の日本の青春映画。

## 概要
ロードバイクに魅せられた幼なじみの男2人が、町の人々とふれあい、青春の挫折と成功から成長していくさまを描く。
全シーンのうち95%を京都府綴喜郡井手町でロケを行い、町内の小学校、中学校や役場、大正池や万灯呂（まんどろ）山といった観光名所を、そのままの名前で登場させている。
2018年2月24日より久御山町、木津川市、京都市などで先行公開された後、同年3月17日より日本全国で上映される。
京都産業大学は井手町と連携協定を締結しており、経済学部のゼミ生が「井手応援隊」として過疎化が進む井手町の魅力を発掘する活動を行っている。本作はその活動の一環として井手町に誘致されている。

## キャスト
- 佐々岡勇利：荒井敦史（中学生時代：望月歩）
- 小川洋介：岡山天音（中学生時代：吉沢太陽）
- 橋本康平：川村亮介
- 片野真里：久保陽香
- 上田雅道：アベラヒデノブ
- 谷口千沙子：小貫加恵
- 澤田浩二：松林慎司
- 後藤正二：月亭太遊
- 高遠健：泉原豊
- 上田灯里
- 新庄憲弘：谷風作
- 吉岡正：阿部進之介
- 中坊栄一：津田寛治
- 自転車おじさん：六角精児
- エキストラ：井手町住民[6]

## スタッフ
- 監督：作道雄
- 脚本：作道雄
- 助監督：石井将
- 撮影：橋ヶ谷典生
- 照明：竹村潤
- 録音：倉貫雅矢
- 制作：三村薫
- 音楽：宮内優里・中村佳穂